# Emplectonema echinoderma
Emplectonema echinoderma är en djurart som tillhör fylumet slemmaskar, och som först beskrevs av Marion 1873.  Emplectonema echinoderma ingår i släktet Emplectonema och familjen Emplectonematidae. Inga underarter finns listade i Catalogue of Life.